# Werner Vetterli
Werner Vetterli (Stäfa, 28 luglio 1929 – Zurigo, 14 giugno 2008) è stato un pentatleta svizzero.
Era il marito della nuotatrice olimpica Doris Gontersweiler-Vetterli.

## Palmarès
In carriera ha conseguito i seguenti risultati:
- Mondiali:

Budapest 1954: argento nel pentathlon moderno individuale ed a squadre.
Zurigo 1955: bronzo nel pentathlon moderno a squadre.